# 新疆生产建设兵团第一师五团
新疆生产建设兵团第一师五团，即新疆生产建设兵团第十一师代管五团，是中华人民共和国新疆生产建设兵团第一师下辖的一个团，与2016年1月9日成立的新疆维吾尔自治区阿拉尔市沙河镇实行“团镇合一”的管理体制。2017年5月，由第十一师代管。

## 行政区划
新疆生产建设兵团第一师五团下辖以下单位：
春风路社区、幸福社区、一连、二连、三连、四连、五连、六连、七连、八连、九连、十连、十一连、十二连、十三连、十四连、十五连、十六连、养殖一场、养殖二场、养殖三场。